# Cláudia Rita Oliveira
Cláudia Rita Oliveira (Loulé, 1976) é uma realizadora e montadora portuguesa de cinema documental. A sua primeira longa-metragem, Cruzeiro Seixas - As Cartas do Rei Artur, recebeu o prêmio do público no festival DocLisboa 2016. Enquanto montadora, recebeu o prêmio Ibero-Americano de Cinema Fénix em 2017 e os prêmios Sophia 2018, ambos pela montagem coletiva de A Fábrica de Nada, do realizador Pedro Pinho.

## Percurso
Licenciou-se em Design de Comunicação pela Universidade do Algarve, tornou-se bacharel em Montagem e Direção pela Escola Superior de Cinema, frequentou o departamento de Estudos do Cinema na FAMU (Film and TV School of the Academy of Performing Arts in Prague) e fez pós-graduação em multimédia na Faculdade de Belas-Artes da Universidade de Lisboa e em Fotografia e Arte Contemporânea (IPA).
Foi montadora dos documentários José e Pilar (2010), longa-metragem de Miguel Gonçalves Mendes, e da série da RTP “História a História” (2014) e "História a História - África" (2017) com apresentação de Fernando Rosas.
Cruzeiro Seixas - As Cartas do Rei Artur foi o primeiro longa-metragem que realizou. Estreou em 2016, no DocLisboa, no cinema São Jorge, em Lisboa, com a presença de Artur do Cruzeiro Seixas, protagonista do documentário. O documentário recebeu o Prêmio do Público RTP para melhor filme português. O filme teve estreia comercial a 5 de Janeiro de 2017, nos cinemas Amoreiras, em Lisboa, e nos cinemas Dolce Vita, no Porto. Cruzeiro Seixas – as Cartas do Rei Artur trata da relação entre os artistas surrealistas Artur do Cruzeiro Seixas e Mário Cesariny. Em 2020 o filme foi inserido no Plano Nacional de Cinema Português.
Foi montadora, juntamente com Luísa Homem e Edgar Feldman da longa-metragem de Pedro Pinho, A Fábrica de Nada, premiado na categoria de montagem pelo Prêmio Ibero-Americano de Cinema Fênix em 2017 e pelos Prêmios Sophia em 2018.
Em 2022 realizou o documentário No Canto Rosa, cujo desafio de produção levou a cineasta a fundar a produtora Madame Filmes, voltada para a produção de narrativas e conteúdos no feminino e de minorias sociais. O filme questiona a impotência da mulher sentada “no canto rosa” enquanto vítima de um agressor e de um sistema patriarcal.

## Reconhecimentos e prêmios
- Prêmio do Público - Prêmio RTP para melhor filme português - Doclisboa - 2016
  - Cruzeiro Seixas, as Cartas do Rei Artur
- Prêmio de melhor montagem - Prêmio Fénix do cinema Ibero-Americano - 2017
  - A Fábrica de Nada (Cláudia Rita Oliveira, José Edgar Feldman e Luisa Homem)
- Prêmio de melhor montagem - Prêmios Sophia - 2018
  - A Fábrica de Nada (Cláudia Rita Oliveira, José Edgar Feldman e Luisa Homem)

## Obra
Montagem
- Longa-metragem documental
  - Floripes (2005)
  - José e Pilar (2010)
  - Arriverdeci Macau (2013)
  - A Lã e a Neve (2014)
  - Eusébio, História de uma Lenda (2017)
  - A Fábrica de Nada (2017)
  - Entre eu e Deus (2018)
  - Batida de Lisboa (2019)
  - Portugal Não Está à Venda (2019)
  - Cesária Évora (2022)

- Série televisiva para RTP
  - História a História (2014)
  - História a História, África (2017)

Realização
- Curta-metragem
  - Kitty e Júlio (2007)
  - Candidíase (2008)

- Longa-metragem documental
  - Cruzeiro Seixas – As Cartas do Rei Artur (2016)
  - No Canto Rosa (2022)

Som
- Pé na Terra (2004)

- No Fundo da Gaveta (2006)

## Ligações Externas
- RTP - João Fernando Ramos entrevista Cláudia Rita Oliveira